# Ложнощитовка еловая малая
Ложнощитовка еловая малая (лат. Physokermes piceae) — вид полужесткокрылых из семейства ложнощитовок.

## Описание
Ложнощитовки мелких размеров и встречаются обычно группками от 3 до 8 штук у основания молодых ответвлений елей. Их размеры и окраска помогают им остаться незамеченными, так как очень похожи на почки этого растения. Имеют красновато-бурую окраску. Насекомые сосущие, насекомые неподвижные. Сидят у разветвлений однолетних побегов ели..

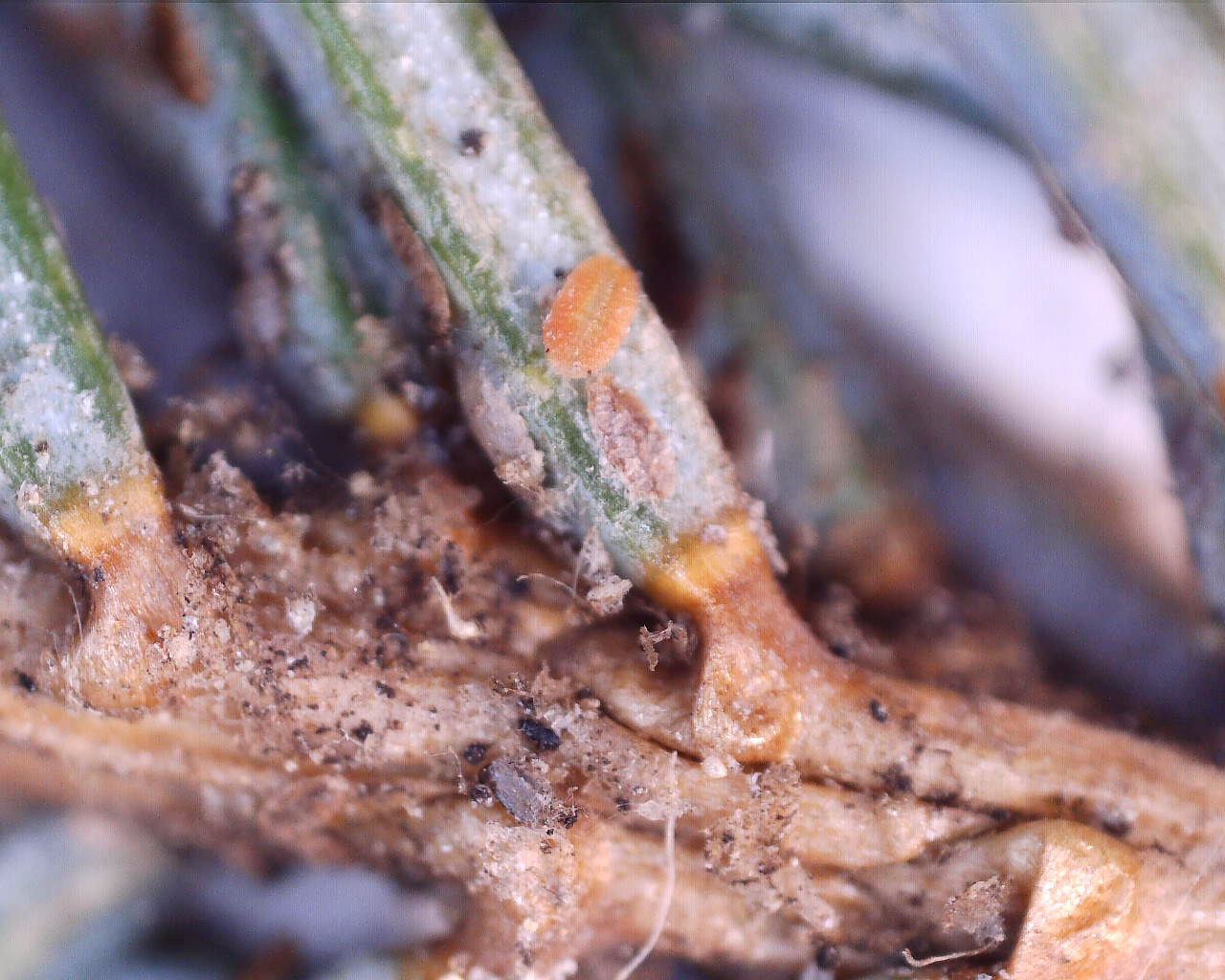
Ложнощитовка еловая малая, на хвое
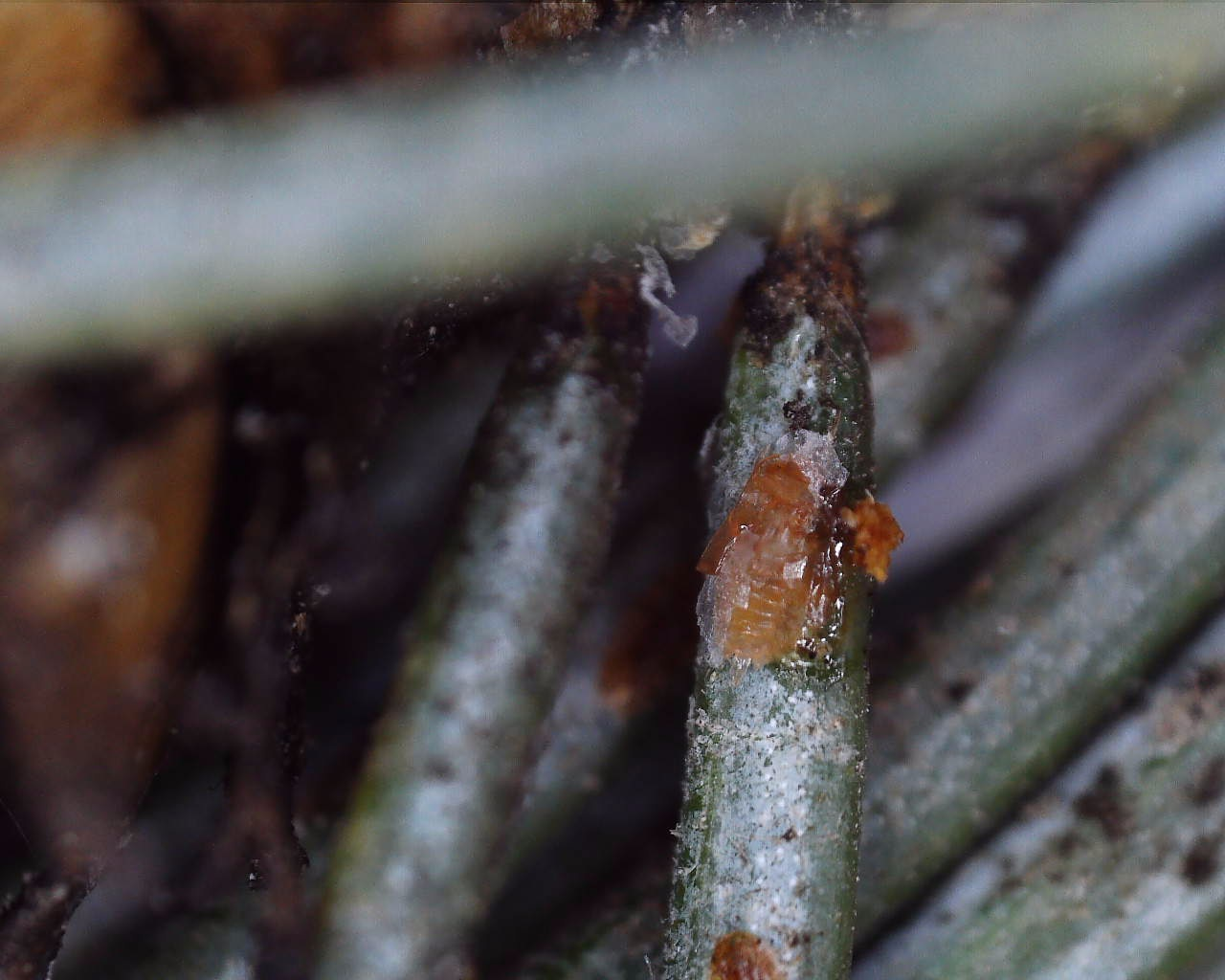
Ложнощитовка еловая малая на хвойном дереве
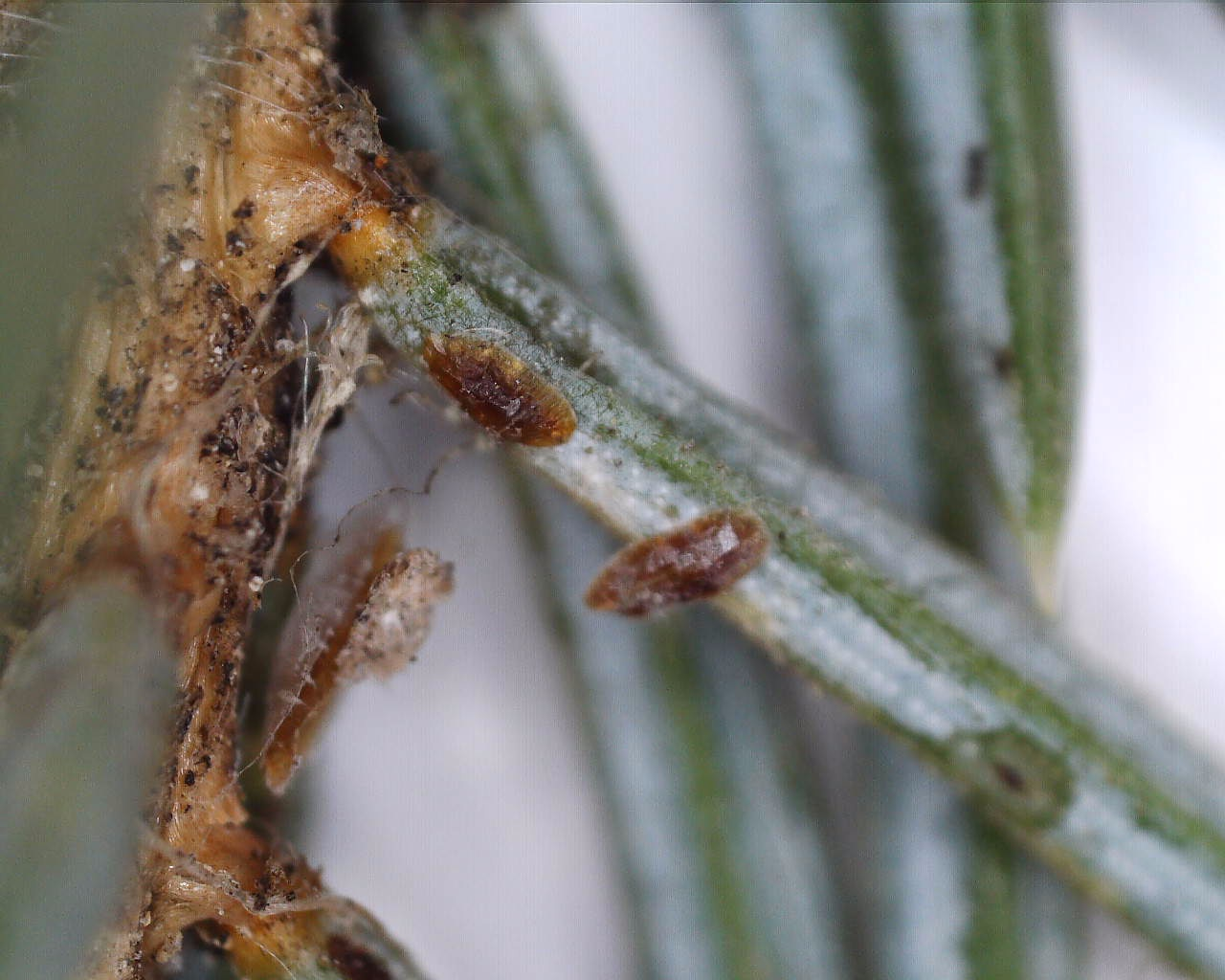
Ложнощитовка еловая малая на ели голубой
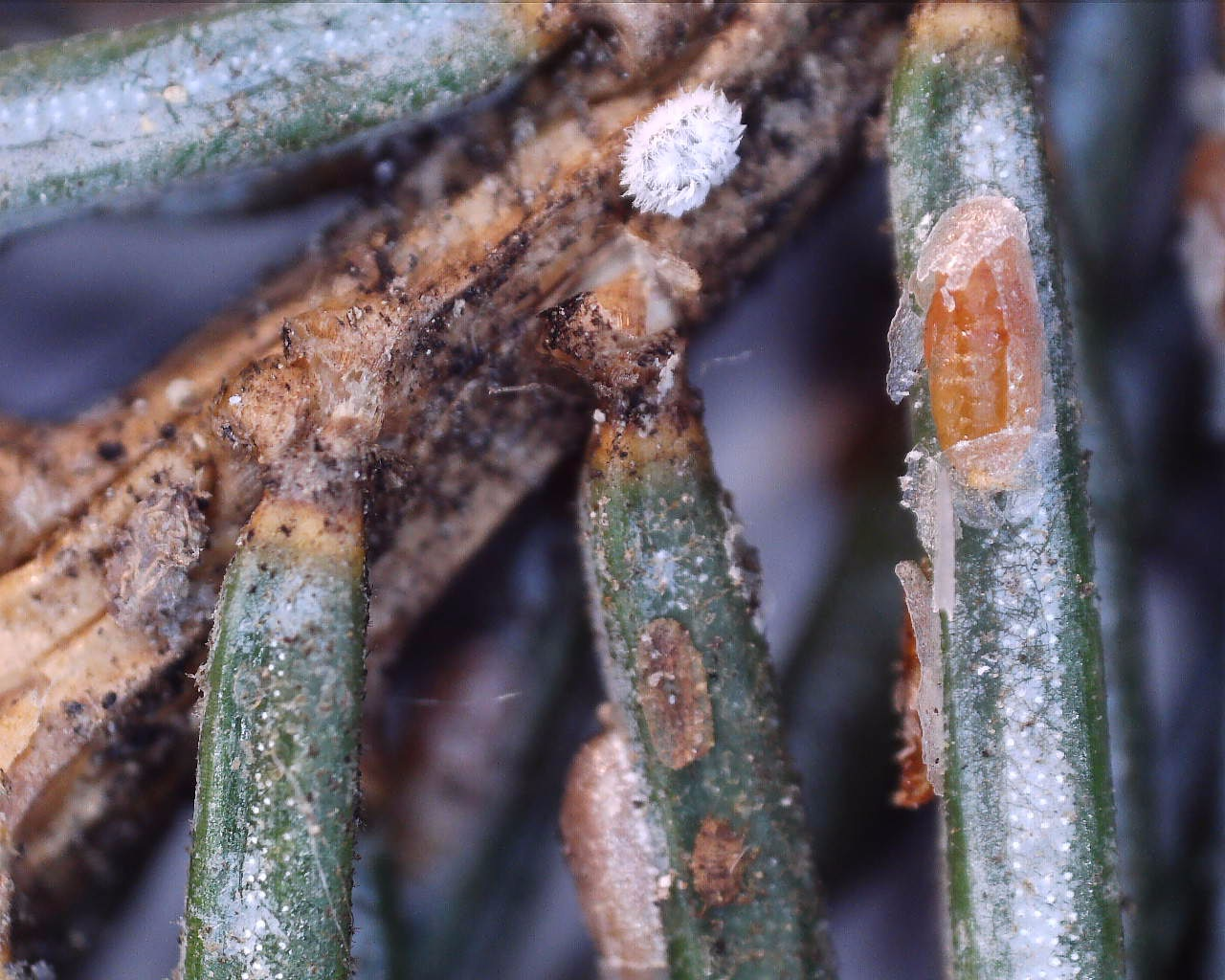
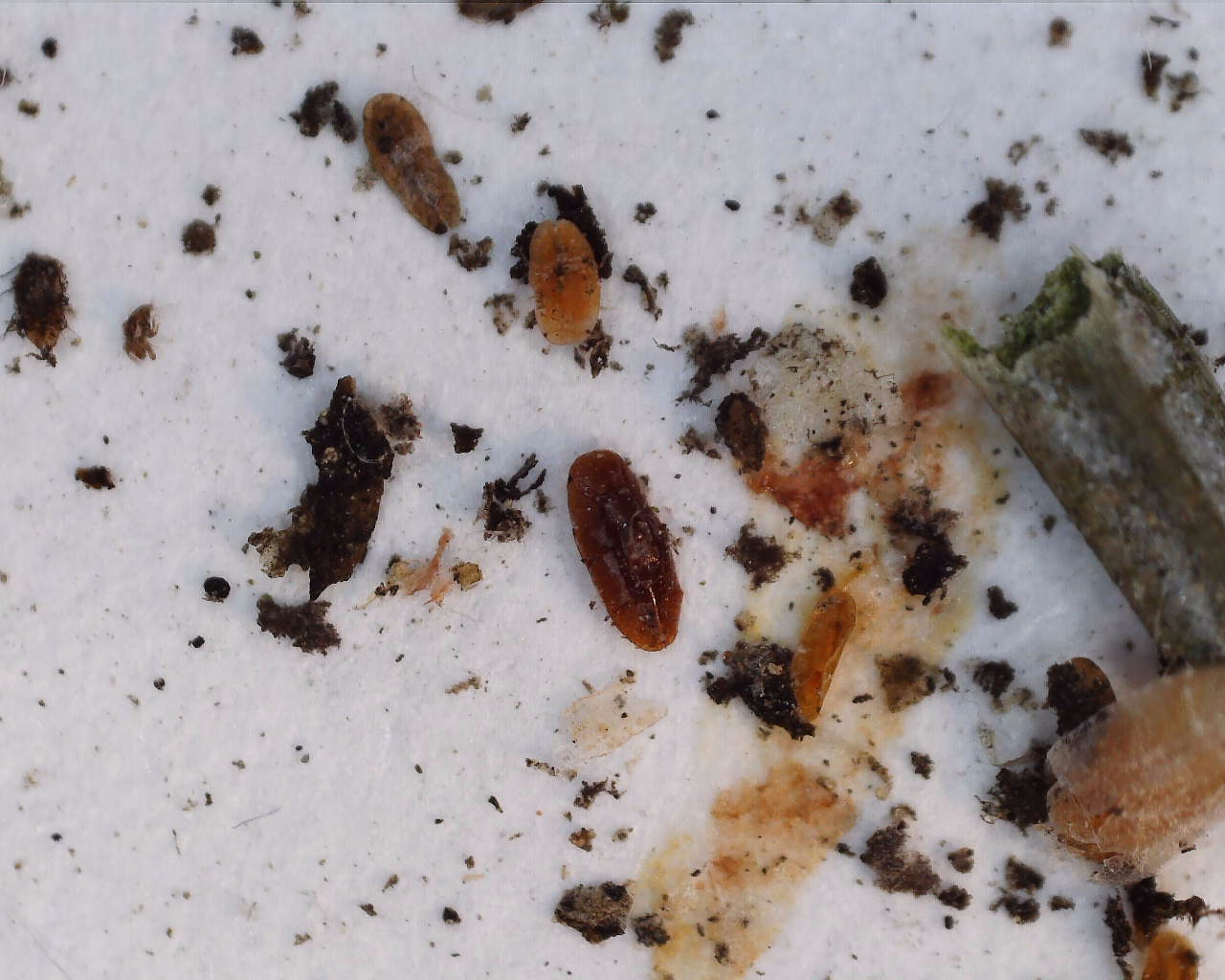
Ложнощитовка еловая, фото ложнощитовки на листе бумаги
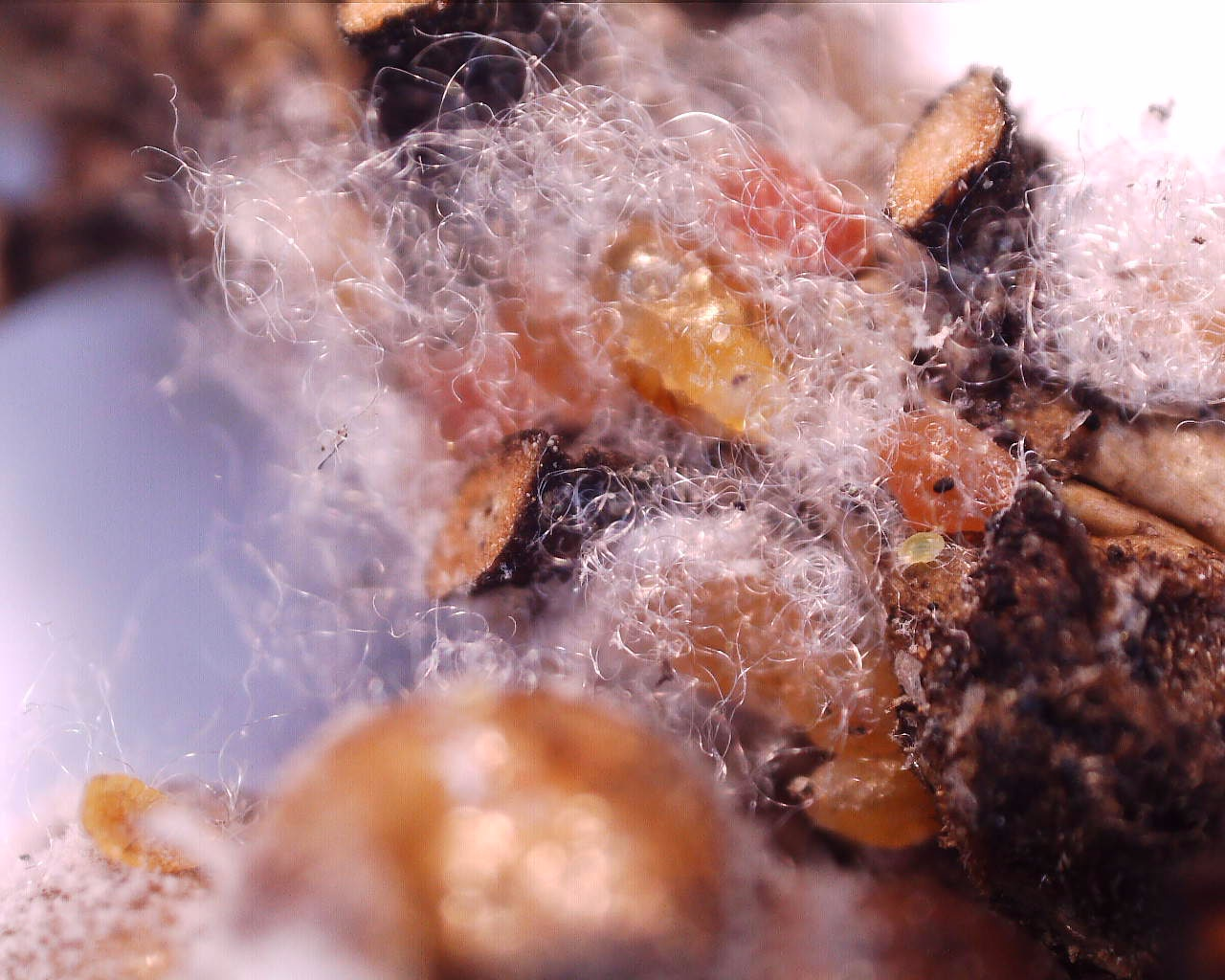
Ложнощитовка еловая, скопление в "углах" побегов
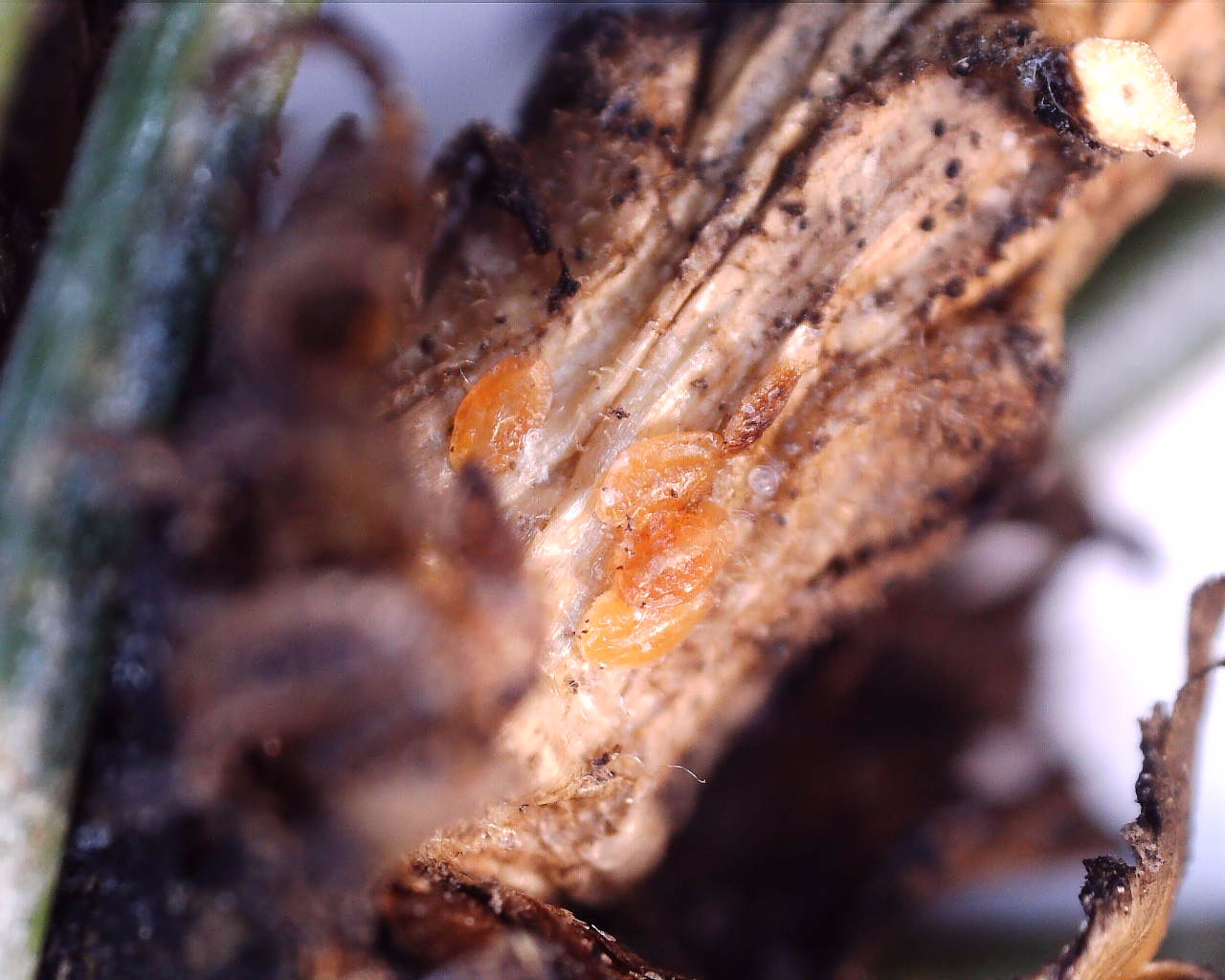
Ложнощитовка еловая малая

## Экология
Поражает ели видов голубая ель (Picea pungens) и обыкновенная ель (Picea abies). Нижние веточки поражаются чаще, чем верхние.

### Естественные враги
На неё охотится жук Anthribus nebulosus из семейства ложнослоников.